# بز طلیعه

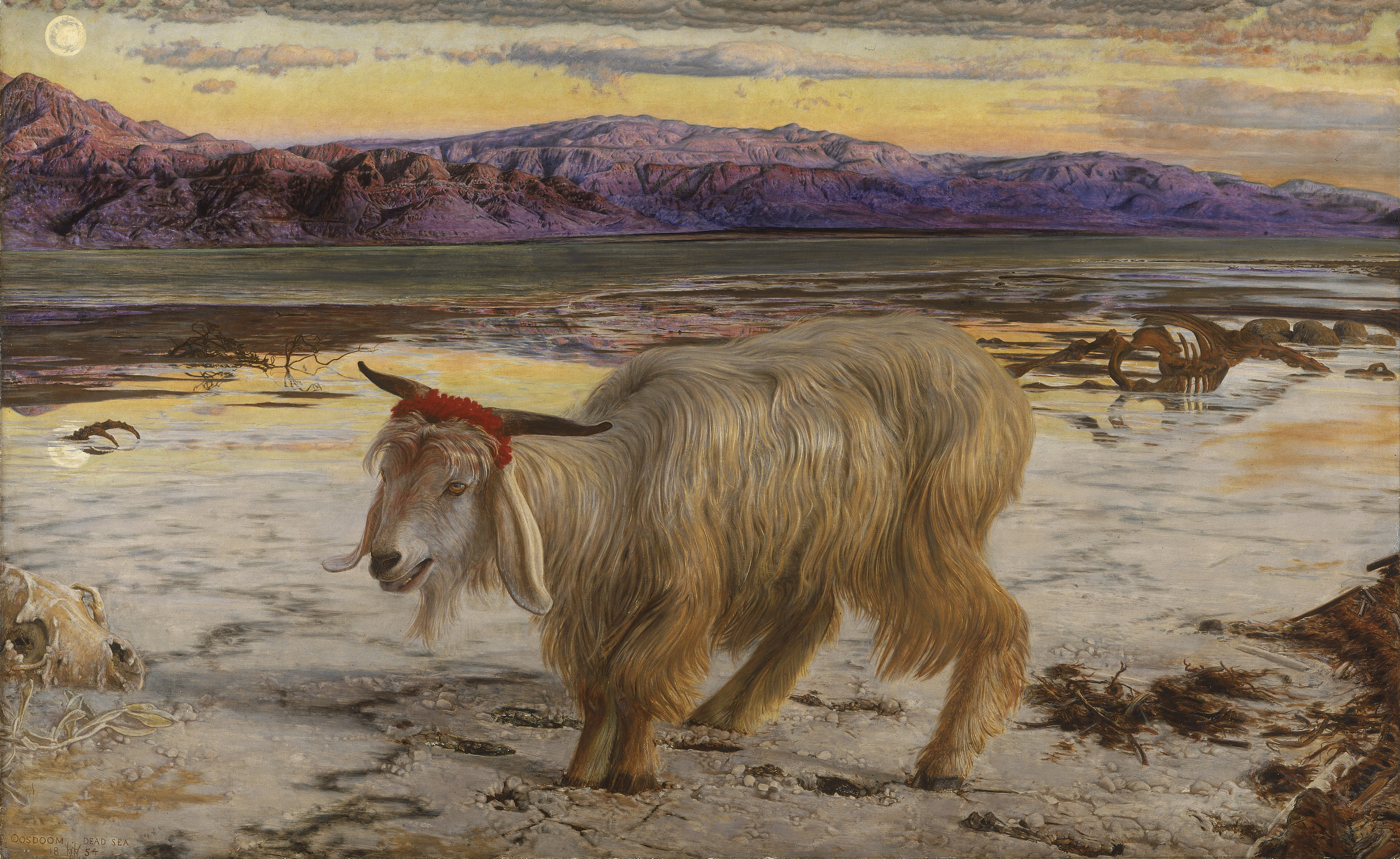
بز طلیعه اثر ویلیام هولمن هانت (1854)

بز طلیعه (انگلیسی: Scapegoat) حیوانی است که بار گناهان دیگران بر او تحمیل شده و رانده می‌شود. این مفهوم اولین بار در سفر لاویان آمده است جایی که بزی انتخاب شده و در بیابان رها می‌شود تا گناهان جامعه را از آنها دور کند. اعمالی شبیه به این در یونان باستان و ابلا نیز وجود دارد.